# Allium cepa
Allium cepa, comúnmente conocida como cebolla, es una planta herbácea bienal perteneciente a la familia de las amarilidáceas. Es la especie más cultivada del género Allium, que, por otro lado, contiene varias especies que se denominan «cebollas» y que se cultivan como alimento. Ejemplos de las mismas son la cebolla de verdeo (Allium fistulosum), la cebolla escalonia (Allium ascalonicum) y la cebolla de hoja (cebollino o ciboulette, Allium schoenoprasum).

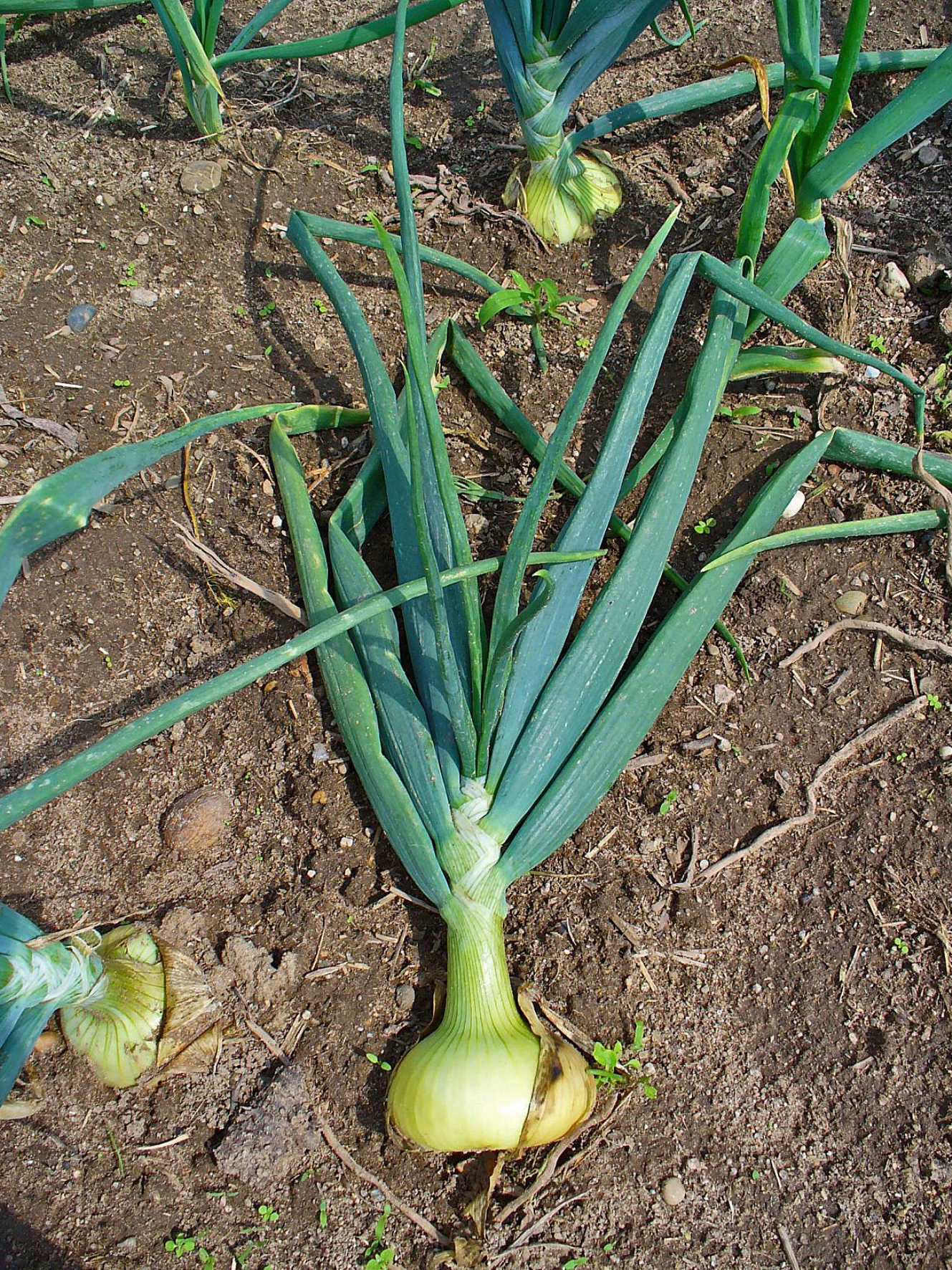
Vista de la planta.

## Descripción

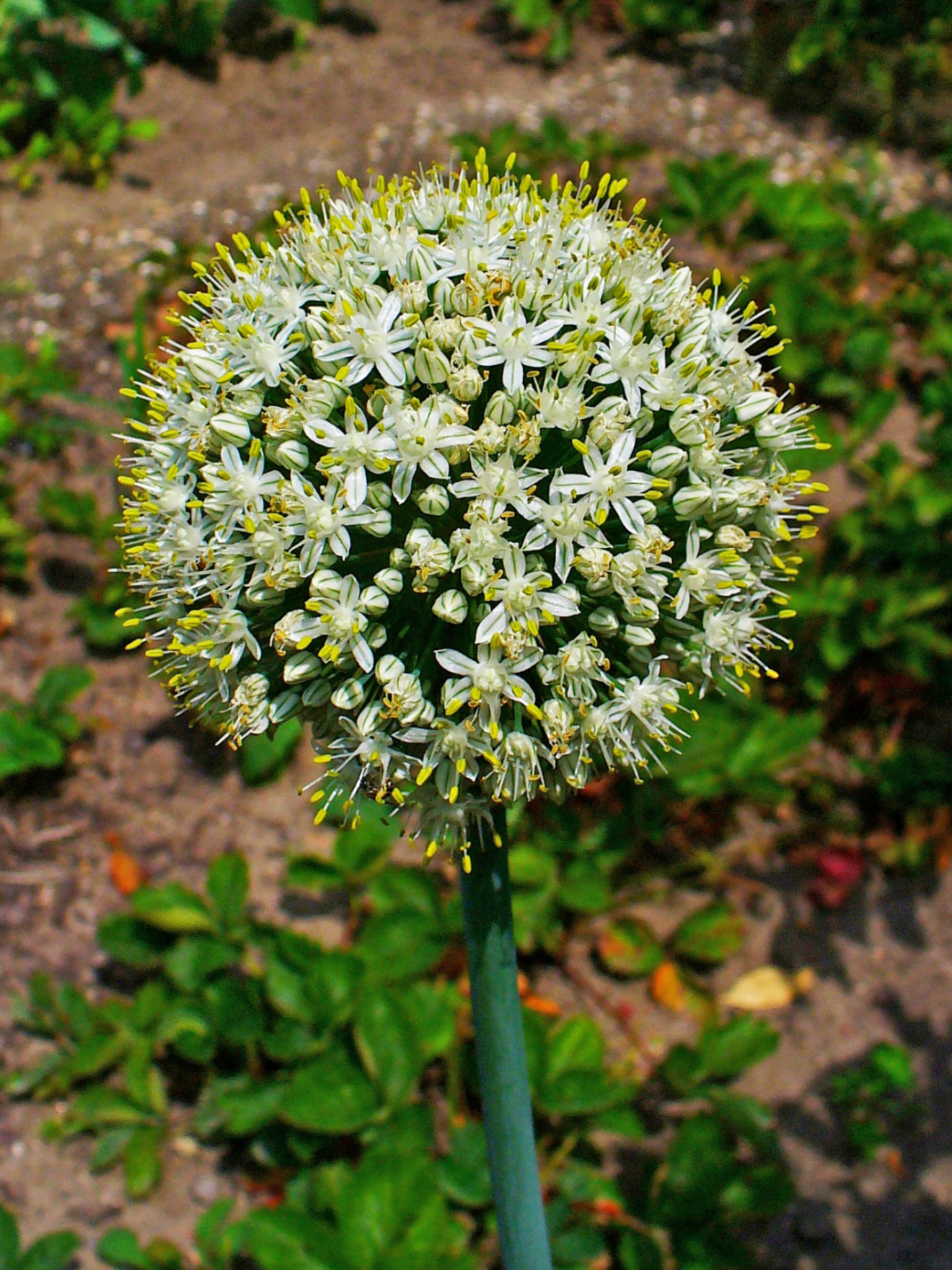
Detalle de la inflorescencia.

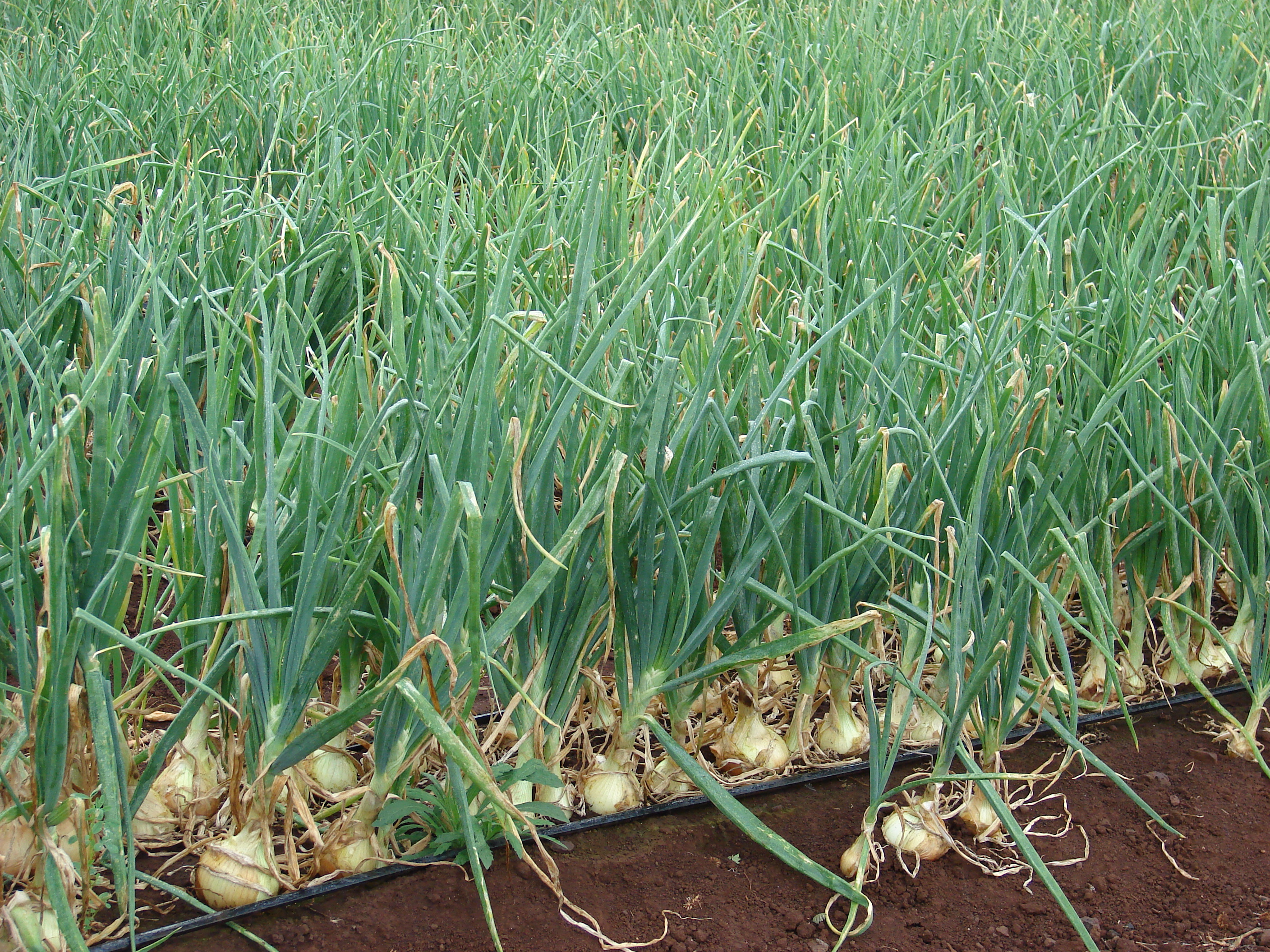
Cultivo de cebollas.

En cuanto a su morfología, la cebolla presenta un sistema radicular formado por numerosas raicillas fasciculadas, de color blanquecino, poco profundas, que salen a partir de un tallo a modo de disco, o disco caulinar. Este disco caulinar presenta numerosos nudos y entrenudos (muy cortos), y a partir de este salen las hojas. Las hojas tienen dos partes claramente diferenciadas: una basal, formada por las vainas foliares engrosadas como consecuencia de la acumulación de sustancias de reserva, y otra terminal, formada por el «filodio», que es la parte verde (puede variar en los tonos) y  activa de la planta. Las vainas foliares engrosadas forman las "túnicas" del bulbo, siendo las más exteriores de naturaleza apergaminada y con una función protectora, dando al bulbo el color característico de la variedad. Los filodios presentan los márgenes foliares soldados, dando una apariencia de hoja hueca. Las hojas se disponen de manera alterna.
En el primer año de cultivo tiene lugar la «bulbificación» o formación del bulbo. Dicha bulbificación tiene lugar como consecuencia de un aumento del fotoperiodo (periodo de iluminación diurna) acompañado de un ascenso de las temperaturas, ya que la cebolla es una planta de día largo.
El segundo año, al producirse unas condiciones ambientales favorables, tiene lugar la fase reproductiva. Esto se traduce en la emisión de un tallo o escapo floral que alcanza en torno a 1 m de altura, hueco en su interior y abombado en su parte basal. Este escapo culmina en un "capuchón" formado por tres brácteas que, en el momento de la floración, se abren dejando al descubierto la inflorescencia. Esta es de tipo umbela y presenta numerosas flores monoclamídeas de color blanco-verdoso. Las flores están formadas por 6 pétalos, 6 estambres y un gineceo tricarpelar sincárpico con ovario súpero y trilocular, con dos primordios seminales por cada lóculo. La polinización es entomófila. El fruto es de tipo cápsula, conteniendo semillas pequeñas (1 g = 250 semillas), de color negro, que presentan una cara plana y la otra convexa. Su viabilidad desciende un 30 % el segundo año, y un 100 % el tercero.

## Raíz
La cebolla (allium cepa), presenta según su forma, una raíz del tipo ramificada, es decir, posee una serie de numerosas ramificaciones las cuales parten del tallo, estas raicillas son de color blanco.

## Tallo
El tallo de la cebolla es el que sostiene la inflorescencia; es derecho, de 80 a 150 cm de altura, hueco, con inflamiento ventrudo en su mitad inferior.

## Hoja
Las hojas son envainadoras, alargadas, fistulosas y puntiagudas en su parte libre.

## Composición del bulbo

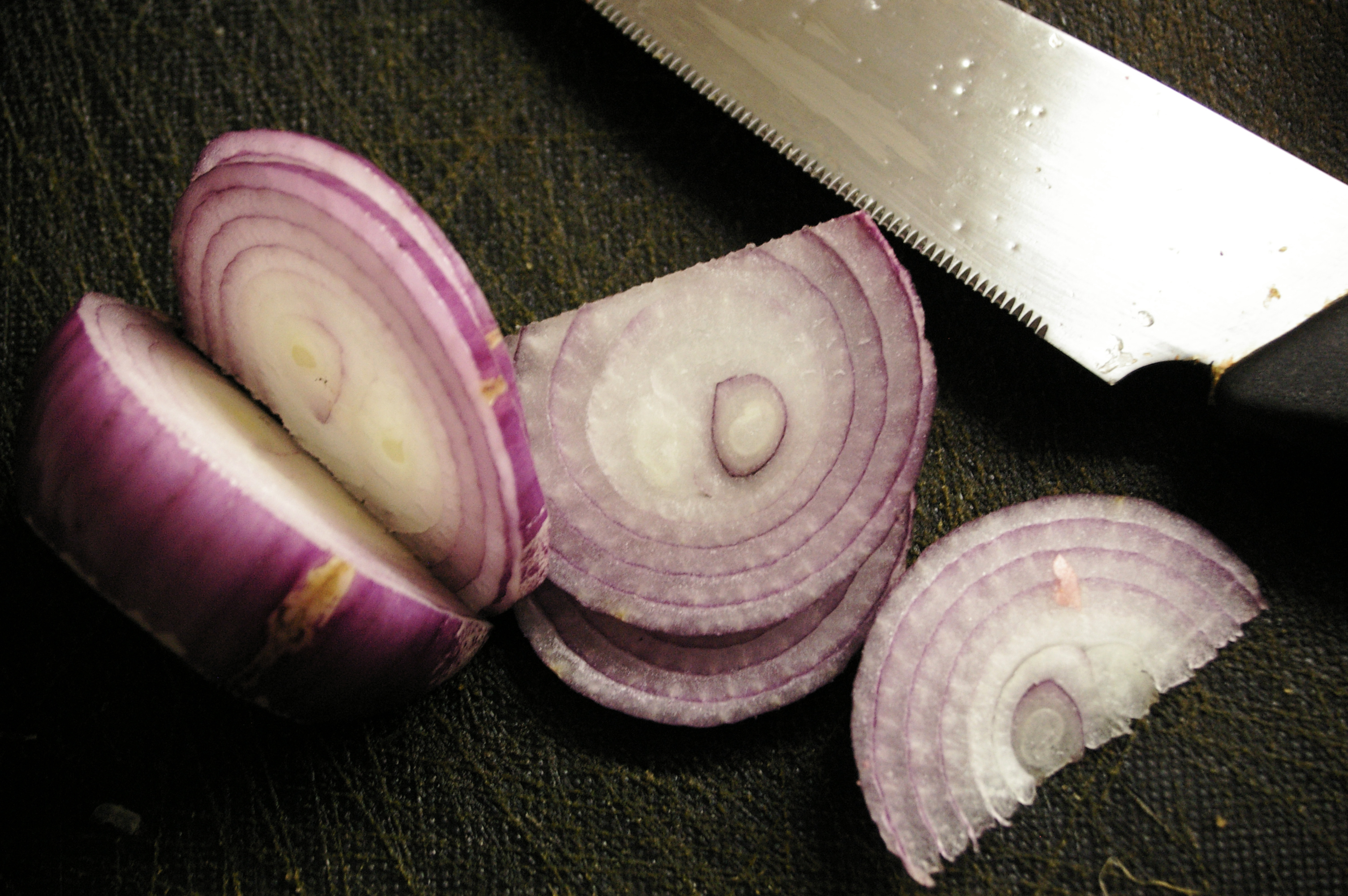
Cuando es cortada, la cebolla libera una sustancia irritante: el sulfóxido de tiopropanal.

El bulbo de la cebolla está compuesto por células que tienen un tamaño relativamente grande y poseen formas alargadas u ovaladas. Dichas células se encuentran unidas entre sí por una sustancia llamada pectina (que es producida por la pared celular), cuya función es darle estructura firme y protección al bulbo de la Cebolla (Allium cepa).
Otra característica muy importante del bulbo es que su estructura consta en su mayoría de hojas; es decir, los nomófilos de la planta, que surgen de un tallo abreviado o disco apenas perceptible, y cuyos nudos y entrenudos están muy juntos. Estas hojas se distinguen en bases foliares, o vainas de reserva y en vainas de protección (hojas apergaminadas que recubren todo el bulbo).
Las cebollas contienen trans-(+)-(1-propenil)-cistein sulfóxido, una molécula que es inodora. Cuando la cebolla se corta o trocea, se  produce la ruptura de la compartimentalización celular, lo  que permite a una enzima llamada alliinasa entrar en contacto con el trans-(+)-(1-propenil)-cistein sulfóxido, produciendo piruvato (compuesto importante para la célula ya que es un sustrato clave para la producción de energía y de la síntesis de glucosa llamada gluconeogénesis), amoníaco y ácido 1-propenil sulfénico. Una nueva enzima, la LF sintetasa, transforma esta última substancia en S-óxido de tiopropionaldehido, responsable de la irritación ocular y del lagrimeo.

## Conservación
Los bulbos maduros de cebolla tienen como condiciones óptimas de conservación una temperatura de 0 °C y una humedad relativa de 65-70 %. En tales condiciones los bulbos maduros pueden conservarse entre 1 y 8 meses, según la variedad. Las cebollas se caracterizan por su muy baja producción de etileno y por su baja sensibilidad al etileno, por lo cual no se producen problemas de importancia si hay frutos climatéricos en la cámara que eventualmente liberen al ambiente esa fitohormona.

## Procedencia

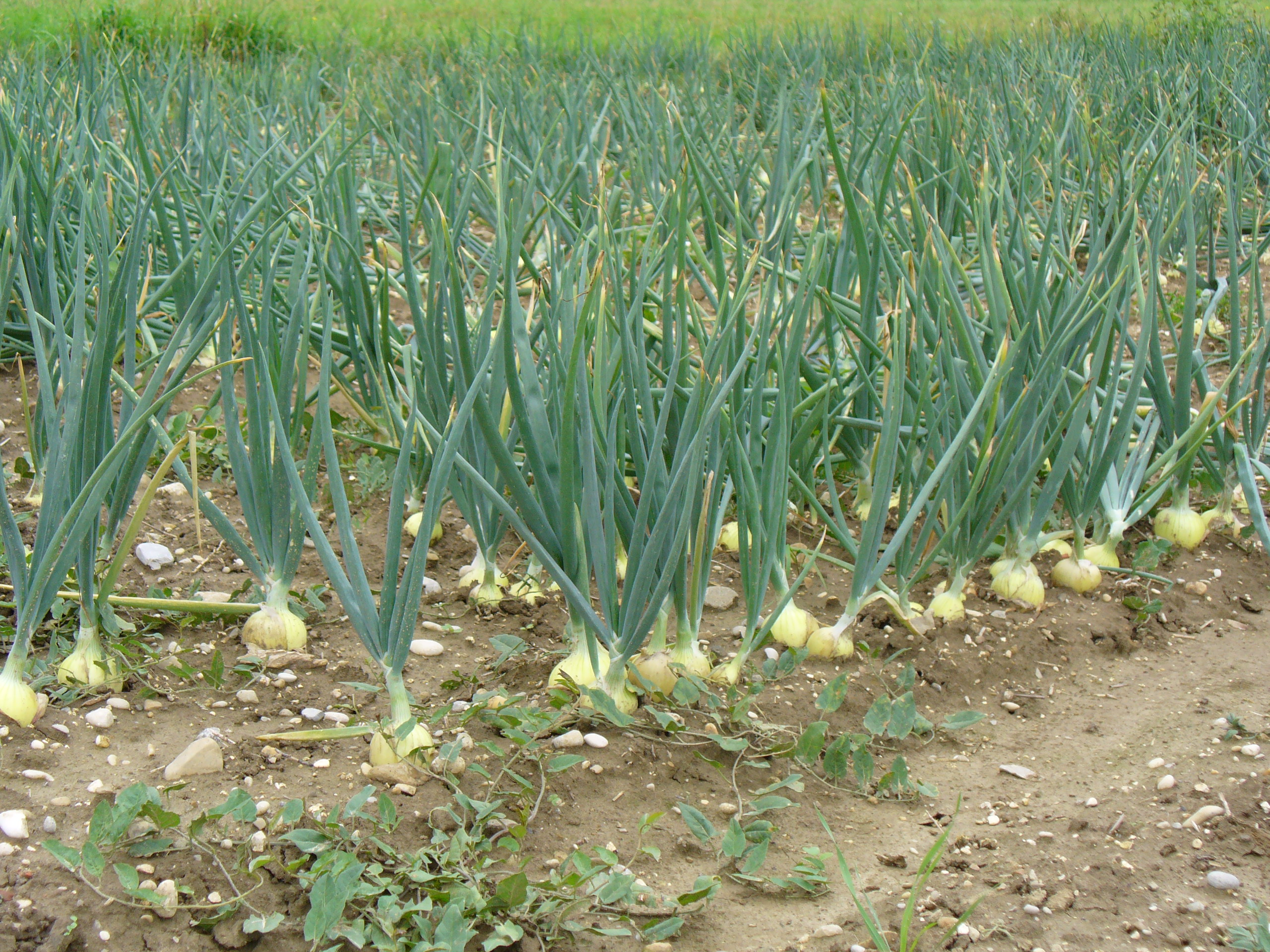
Plantación de cebollas

La cebolla se sitúa entre las primeras plantas cultivadas. Su origen se sitúa en Asia Central. Más certeza se tiene en su entrada europea por los griegos y romanos. La salsa provenzal deriva de un preparado alimenticio muy usado entre los gladiadores y legionarios: una mezcla de ajo, cebolla y aceite de oliva con posibles añadidos de laurel, perejil, albahaca y romero.

## Valor nutricional
| Composición por 100 g (Aprifel) | Composición por 100 g (Aprifel) |
| ------------------------------- | ------------------------------- |
| Energía                         | 43 kcal                         |
| Agua                            | 89 %                            |
| Glúcidos                        | 7,1 %                           |
| Lípidos                         | 0,2 %                           |
| Proteínas                       | 1,3 %                           |
| Fibras                          | 2,1 %                           |
| Calcio                          | 25 mg                           |
| Magnesio                        | 10 mg                           |
| Potasio                         | 170 mg                          |
| Hierro                          | 0,3 mg                          |
| Vitamina C                      | 7 mg                            |
| Vitamina B1                     | 0,06 mg                         |
| Vitamina B3                     | 0,3 mg                          |
| Vitamina B6                     | 0,14 mg                         |
| Vitamina B9                     | 0,02 mg                         |
| Vitamina E                      | 0,14 mg                         |

La cebolla es un alimento que se caracteriza por su bajo valor calórico y alto contenido en fibra. Contiene cantidades significativas de potasio, calcio y de algunas vitaminas. Entre sus componentes se encuentra la quercetina, que tiene efecto antioxidante, y también componentes ricos en azufre, que le dan su olor característico. Uno de ellos, formado por reacciones enzimáticas cuando se trocea la cebolla, es el óxido de tiopropanal, responsable  del efecto lacrimógeno (lo que explica la expresión coloquial de que "cortar cebolla hace llorar"). 
Aun cuando tradicionalmente se atribuyen a la cebolla grandes propiedades en la mejora de la salud,  no hay ninguna prueba de que este supuesto efecto sea real.

## Economía

### Producción
| Producción en 2011 en millares de t (Según la FAO) |                |                             |            |
| País                                               | Cebollas secas | Cebollas frescas y chalotas | Total      |
| China                                              | 24.700.000     | 813.000                     | 25.513.000 |
| India                                              | 15.929.642     | -                           | 15.929.642 |
| EE. UU.                                            | 3.360.970      | -                           | 3.360.970  |
| Irán                                               | 2.496.701      | -                           | 2.496.701  |
| Turquía                                            | 2.141.373      | 153.823                     | 2.295.196  |
| Rusia                                              | 2.122.740      | -                           | 2.122.740  |
| Corea del Sur                                      | 1.939.600      | -                           | 1.939.600  |
| Argentina                                          | 1.070.000      | 549.500                     | 1.619.500  |
| Japón                                              | 1.520.016      | 482.143                     | 1.602.159  |
| Perú                                               | 1.523.316      | -                           | 1.523.316  |
| México                                             | 1.398.851      | 77.755                      | 1.476.606  |
| España                                             | 1.307.531      | 43.964                      | 1.351.495  |

## Taxonomía
Allium cepa fue descrita por Carlos Linneo y publicada en Species Plantarum 1: 300-301. 1753.
Etimología
Allium: nombre genérico muy antiguo. Las plantas de este género eran conocidas tanto por los romanos como por los griegos. Sin embargo, parece que el término tiene un origen celta y significa "quemar", en referencia al fuerte olor acre de la planta. Uno de los primeros en utilizar este nombre para fines botánicos fue el naturalista francés Joseph Pitton de Tournefort (1656-1708).
cepa: epíteto latíno que significa "cebolla"
Sinonimia
- Allium angolense Baker
- Allium aobanum Araki
- Allium ascalonicum auct.
- Allium ascalonicum var. condensum Millán
- Allium ascalonicum var. fertile Millán
- Allium ascalonicum f. rotterianum Voss ex J.Becker
- Allium ascalonicum var. sterile Millán
- Allium cepa var. aggregatum G.Don
- Allium cepa var. anglicum Alef.
- Allium cepa var. argenteum Alef.
- Allium cepa var. bifolium Alef.
- Allium cepa var. cepa
- Allium cepa var. crinides Alef.
- Allium cepa var. flandricum Alef.
- Allium cepa var. globosum Alef.
- Allium cepa var. jamesii Alef.
- Allium cepa var. lisboanum Alef.
- Allium cepa var. luteum Alef.
- Allium cepa var. multiplicans L.H.Bailey
- Allium cepa var. portanum Alef.
- Allium cepa var. rosum Alef.
- Allium cepa var. sanguineum Alef.
- Allium cepa var. solaninum Alef.
- Allium cepa var. tripolitanum Alef.
- Allium cepa var. viviparum (Metzg.) Alef.
- Allium cepaeum St.-Lag.
- Allium commune Noronha
- Allium cumaria Buch.-Ham. ex Wall. nom. invalid.
- Allium esculentum Salisb.
- Allium napus Pall. ex Kunth
- Allium nigritanum A.Chev. nom. invalid.
- Allium pauciflorum Willd. ex Ledeb.
- Allium salota Dostál
- Ascalonicum sativum P.Renault
- Cepa alba P.Renault
- Cepa esculenta Gray
- Cepa pallens P.Renault
- Cepa rubra P.Renault
- Cepa vulgaris Garsault nom. invalid.
- Kepa esculenta Raf.
- Porrum cepa (L.) Rchb.[9]

## Variedades y cultivares
- La gran mayoría de los cultivares de A. cepa pertenece al «grupo de la cebolla común» (grupo typicum) y se les conoce comúnmente como «cebollas».
- El grupo aggregatum de cultivares comprende a la «cebolla multiplicadora», que se distingue por los bulbos que aparecen y quedan envueltos por las escamas exteriores, y al «chalote», que forma un racimo o grupo de bulbos laterales unidos por la base.
- El grupo  viviparum, finalmente, está compuesto por las cebollas que forman conjuntamente bulbillos y flores en las inflorescencias; este tipo de cebolla se conoce como «cebolla perenne o egipcia».[10]

## Nombre común
La cebolla se conoce también como cebolla cabezona, cebolla de huevo o cebolla de bulbo. Si bien el nombre más usado en español es «cebolla», existen otros nombres vernáculos, tales como: ajo porro, cebolla ajera, cebolla común, cebolla de Alcalá la Real, cebolla de Chinchón, Cebolla Perla, cebolla de Granada, cebolla de Madrid, cebolla matancera, cebolla murciana, cebolla silvestre, cebollas, cebolleta (joven), cebolletas, cebollino, cebollinos, cebollón, siemprevivas y tipula.
En Colombia se le llama cebolla cabezona para distinguirla de la cebolla larga (Allium fistulosum).

## Desarrollo de una inflorescencia de cebolla

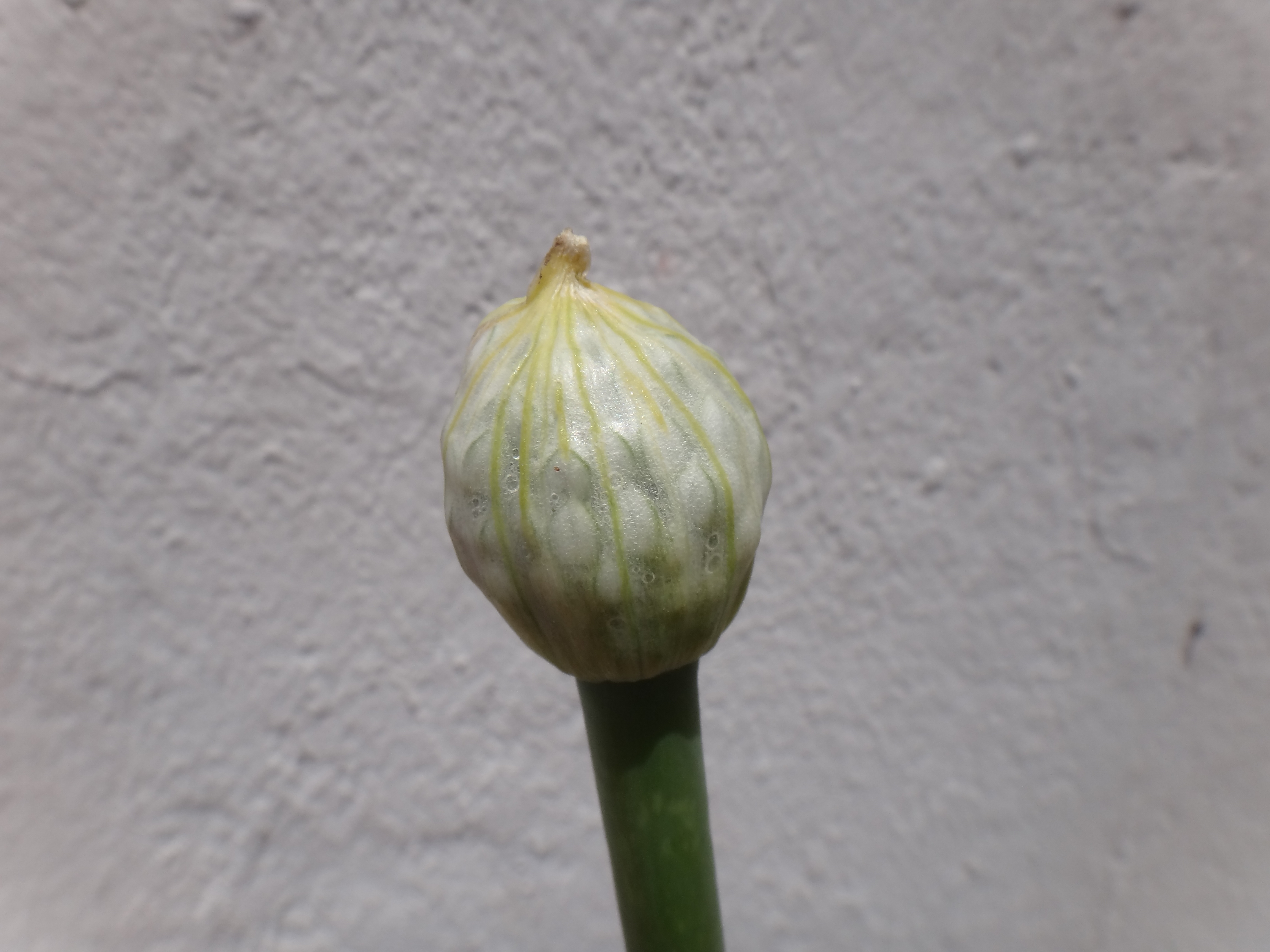
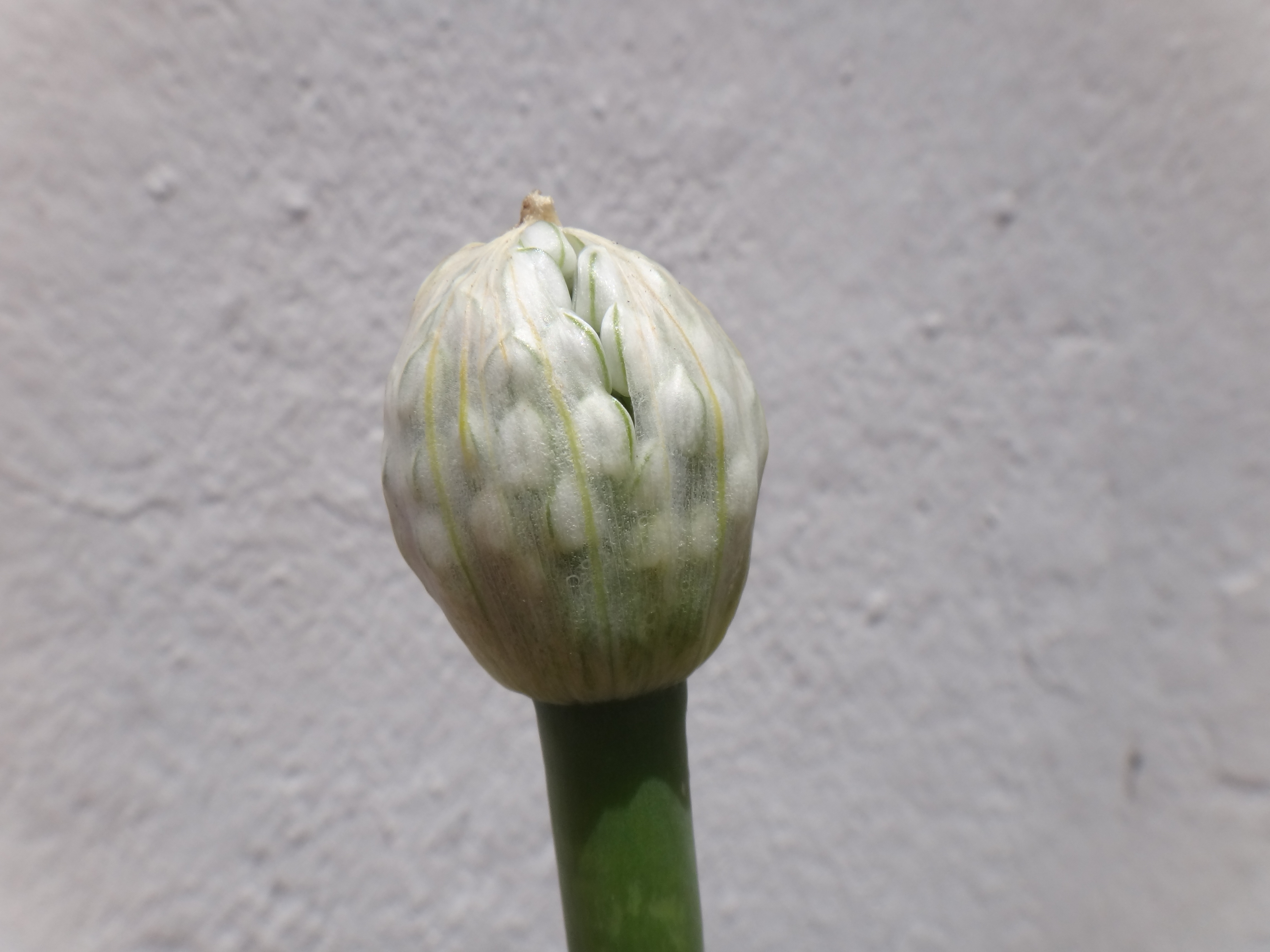
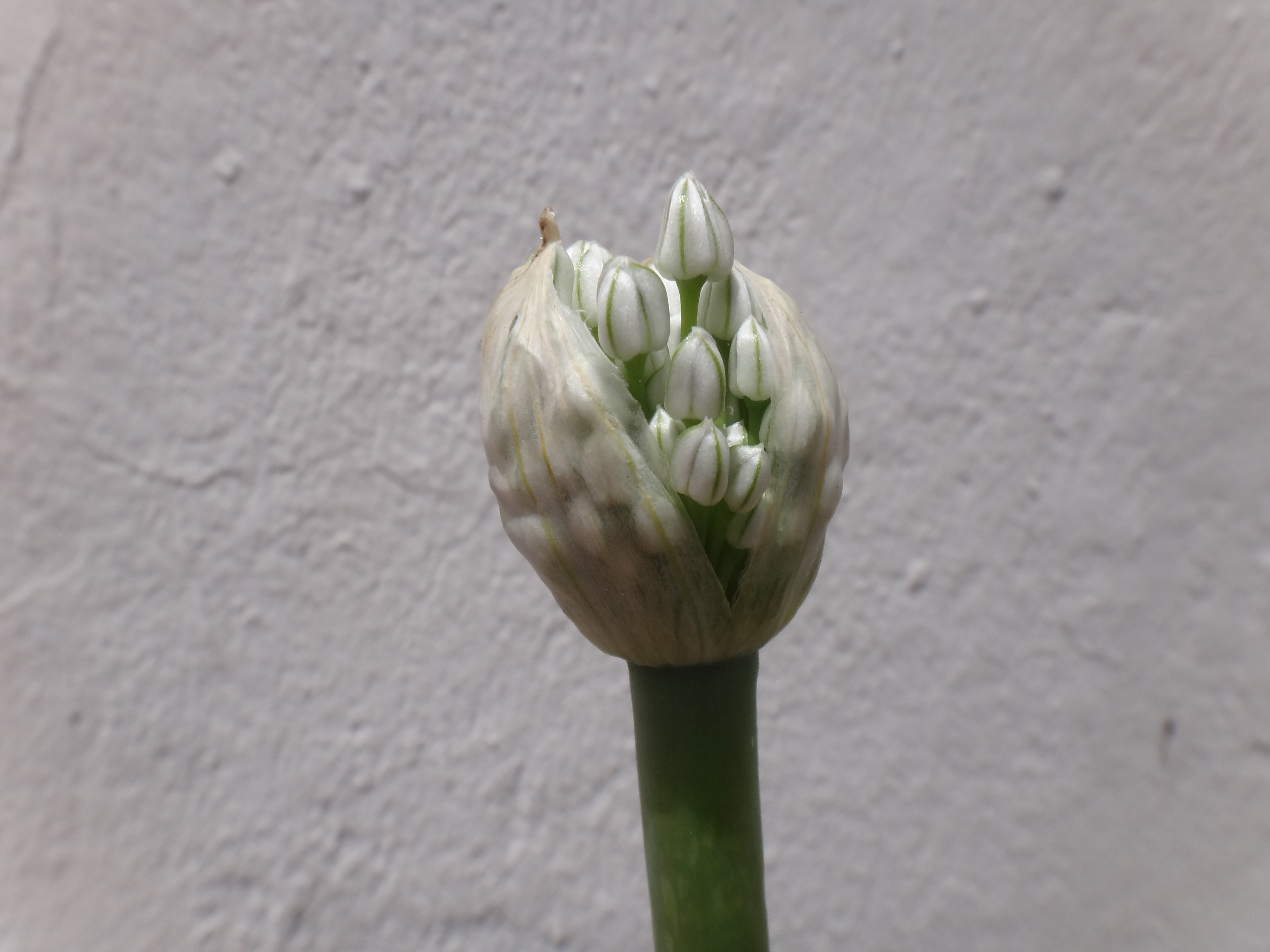
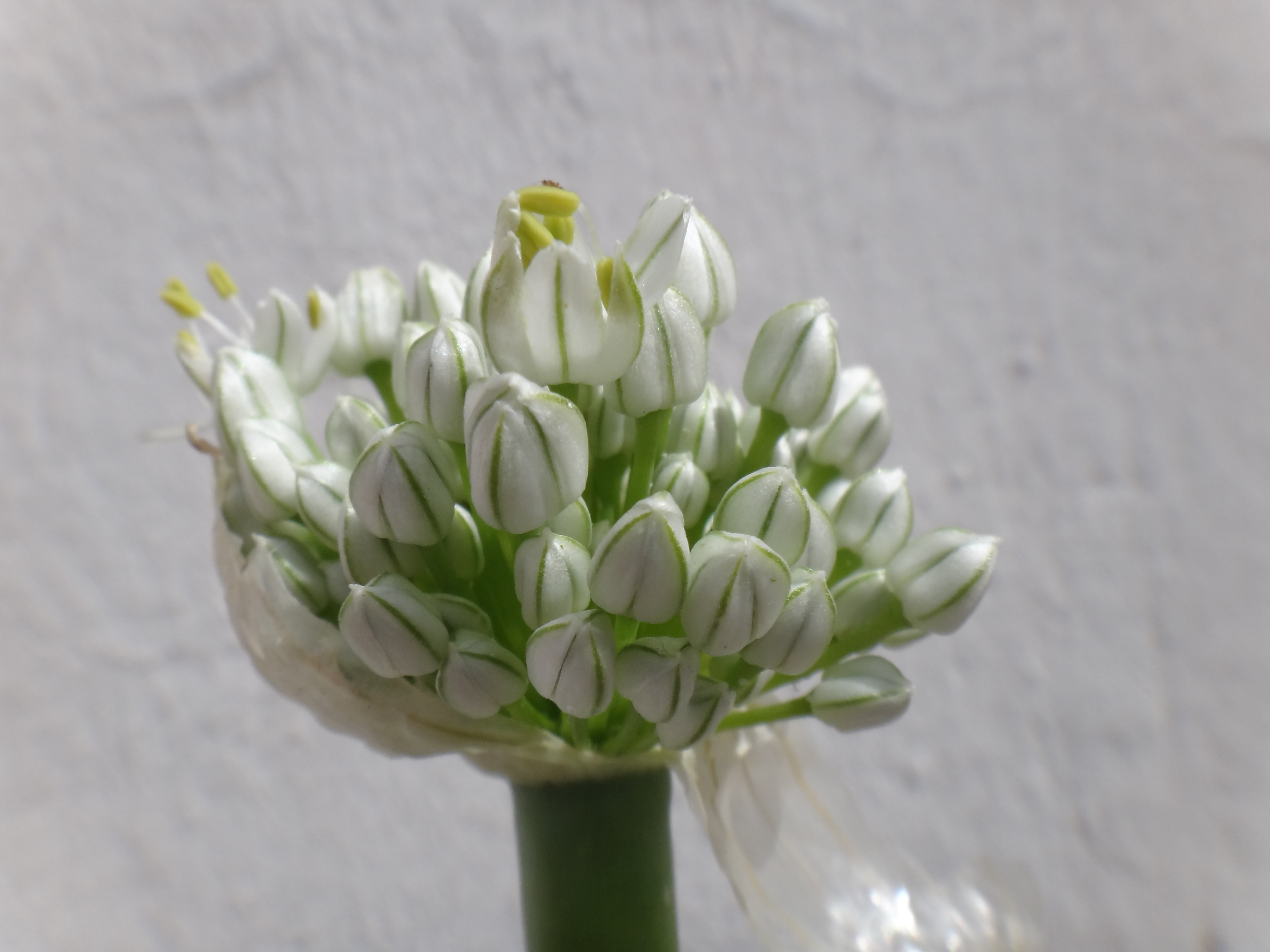
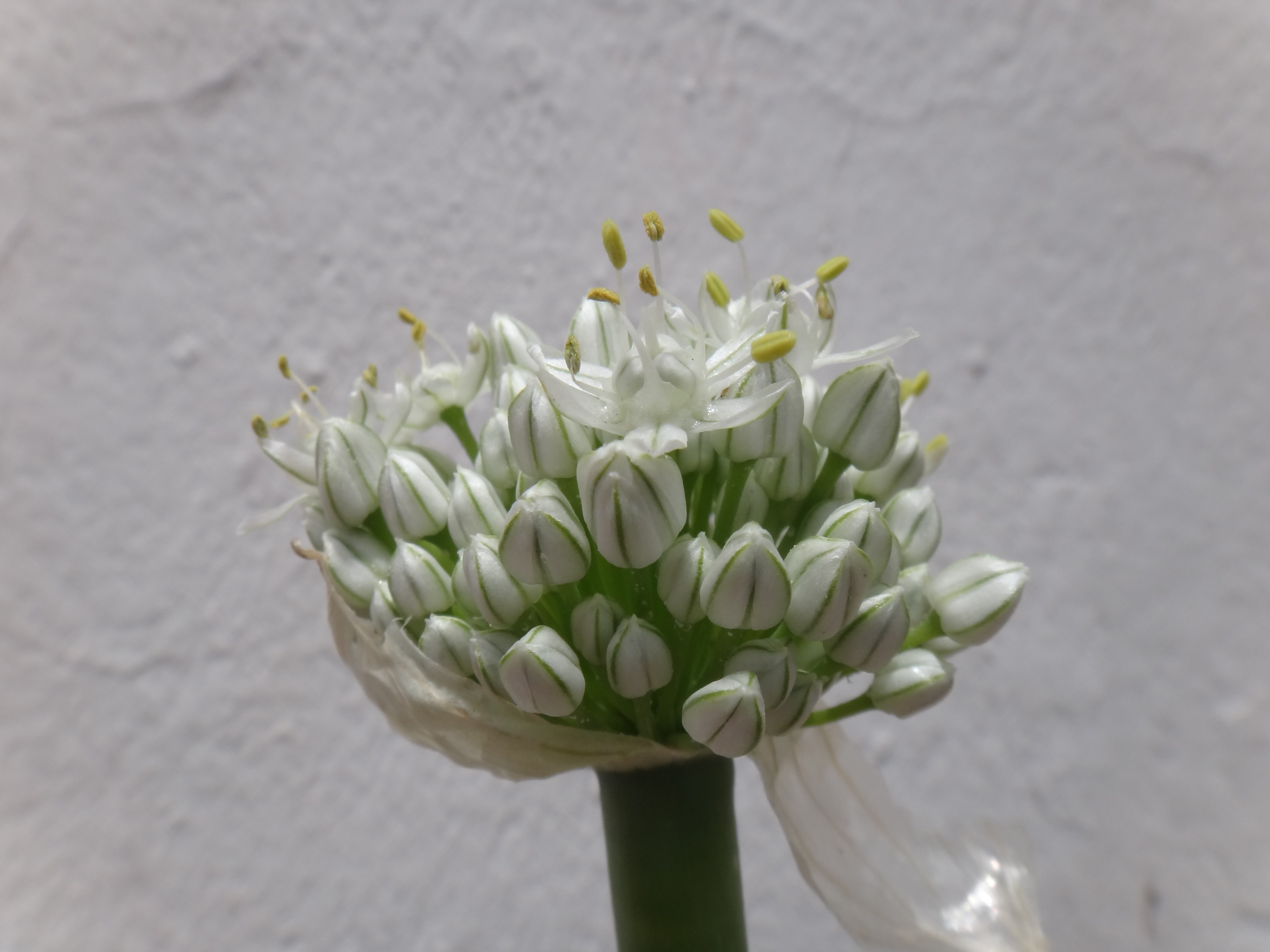
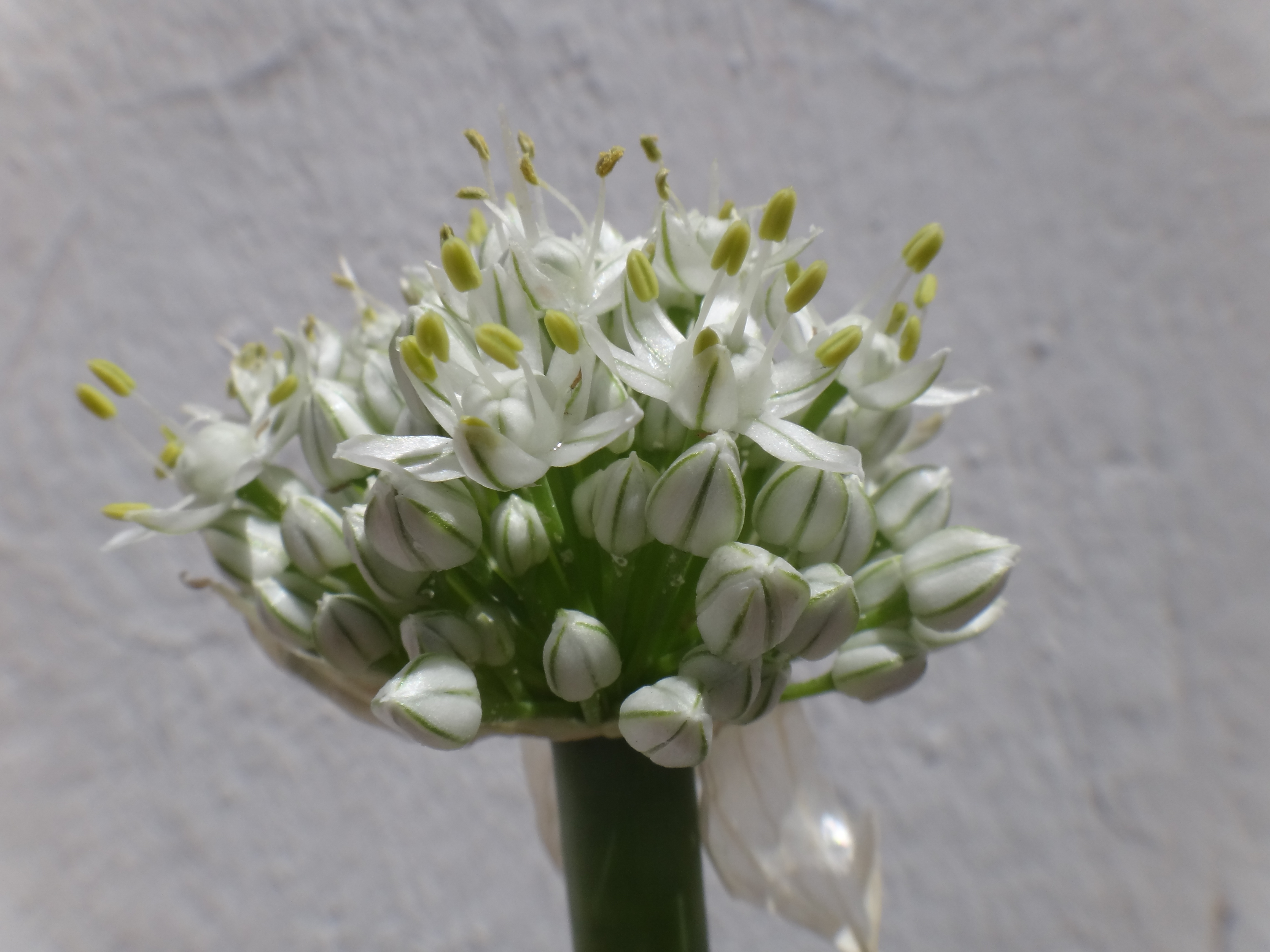
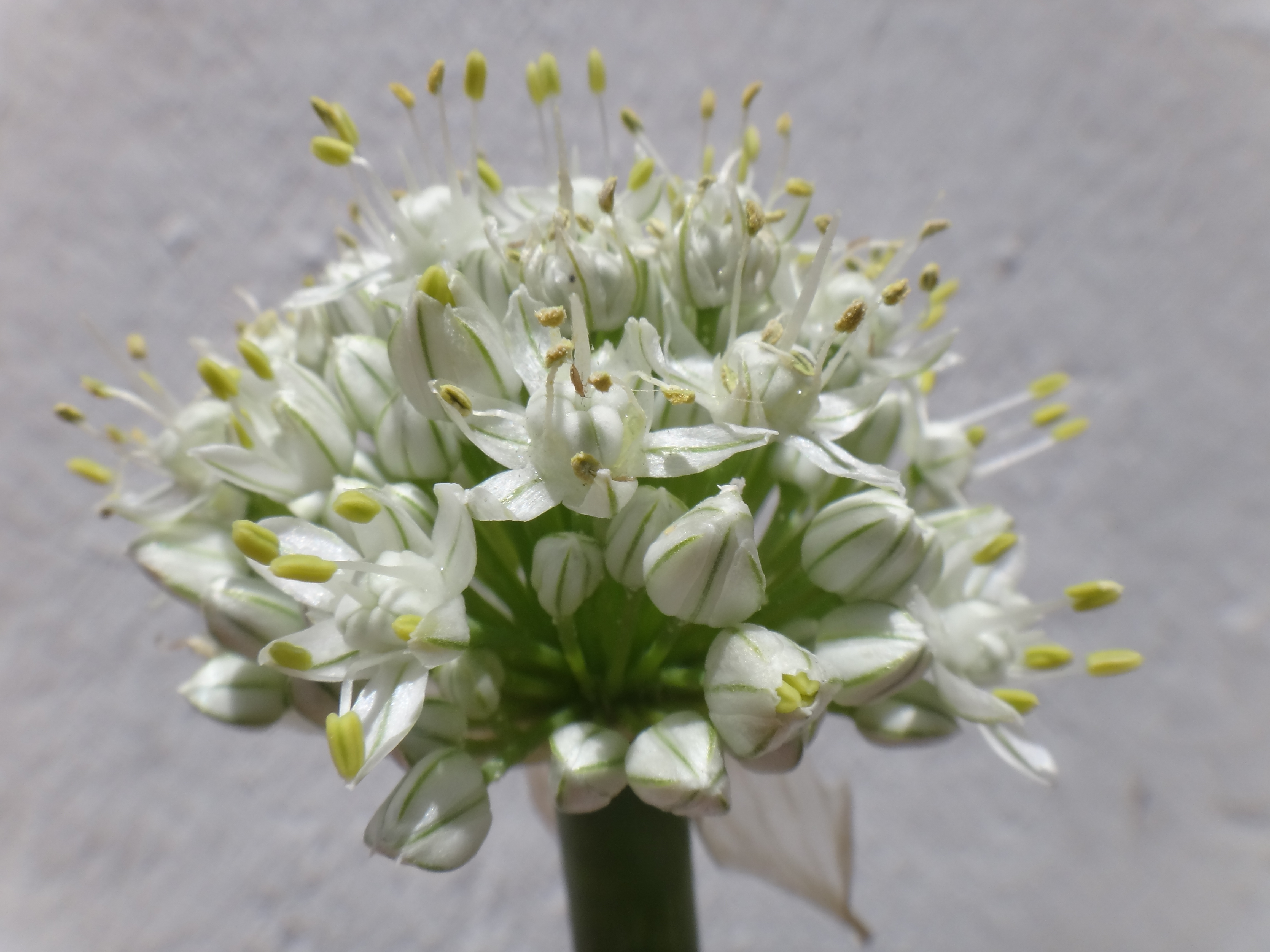
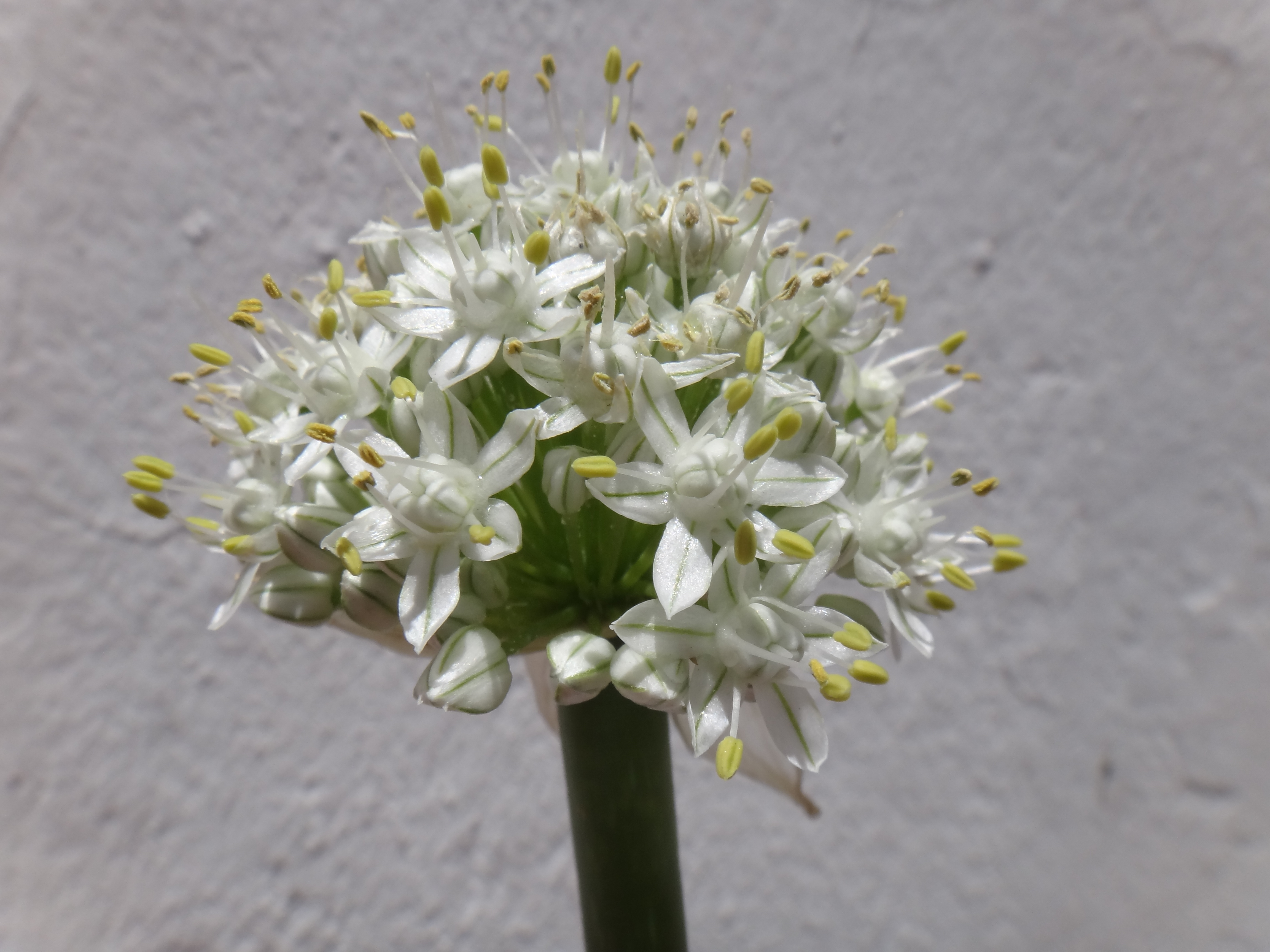
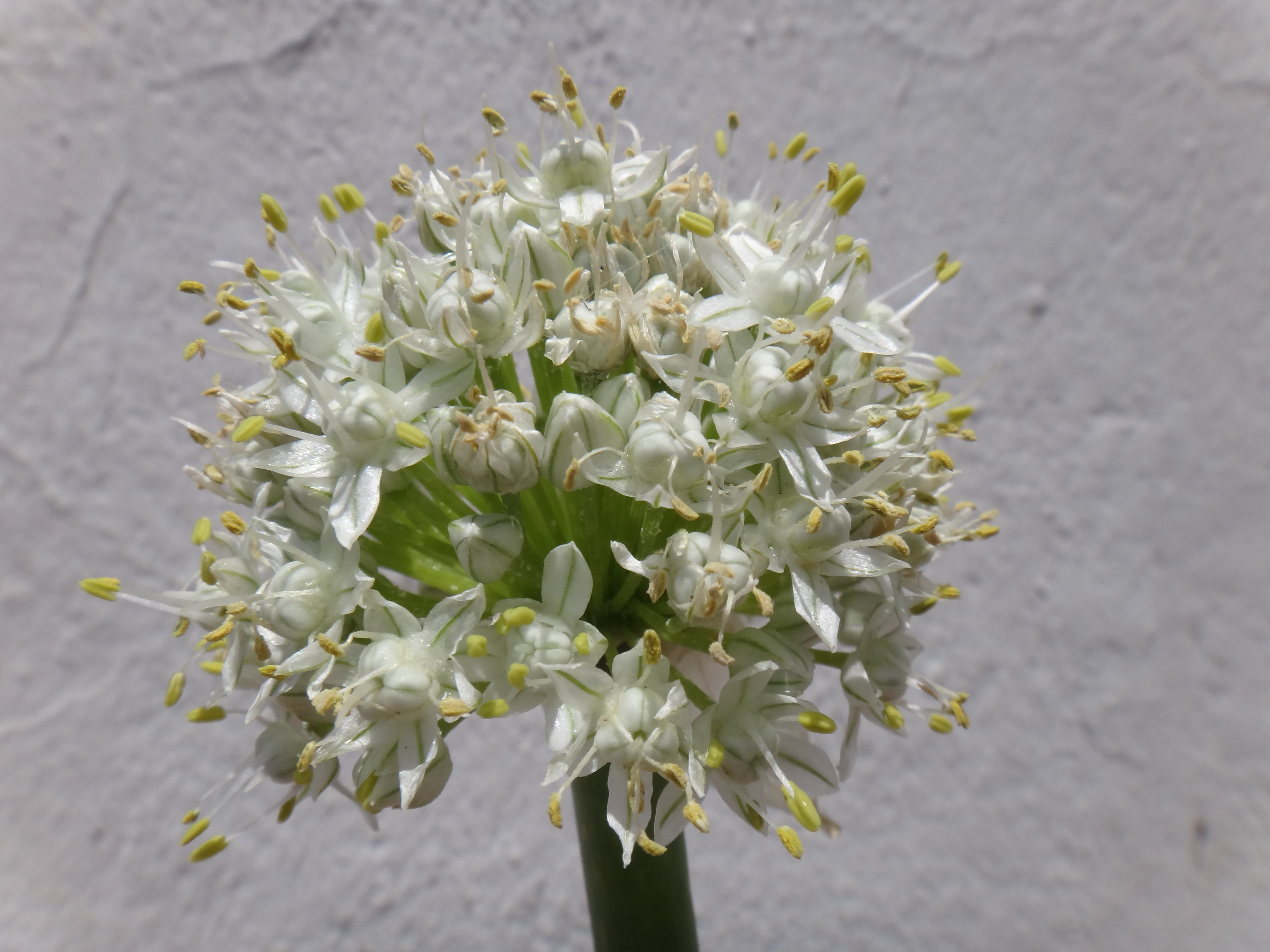
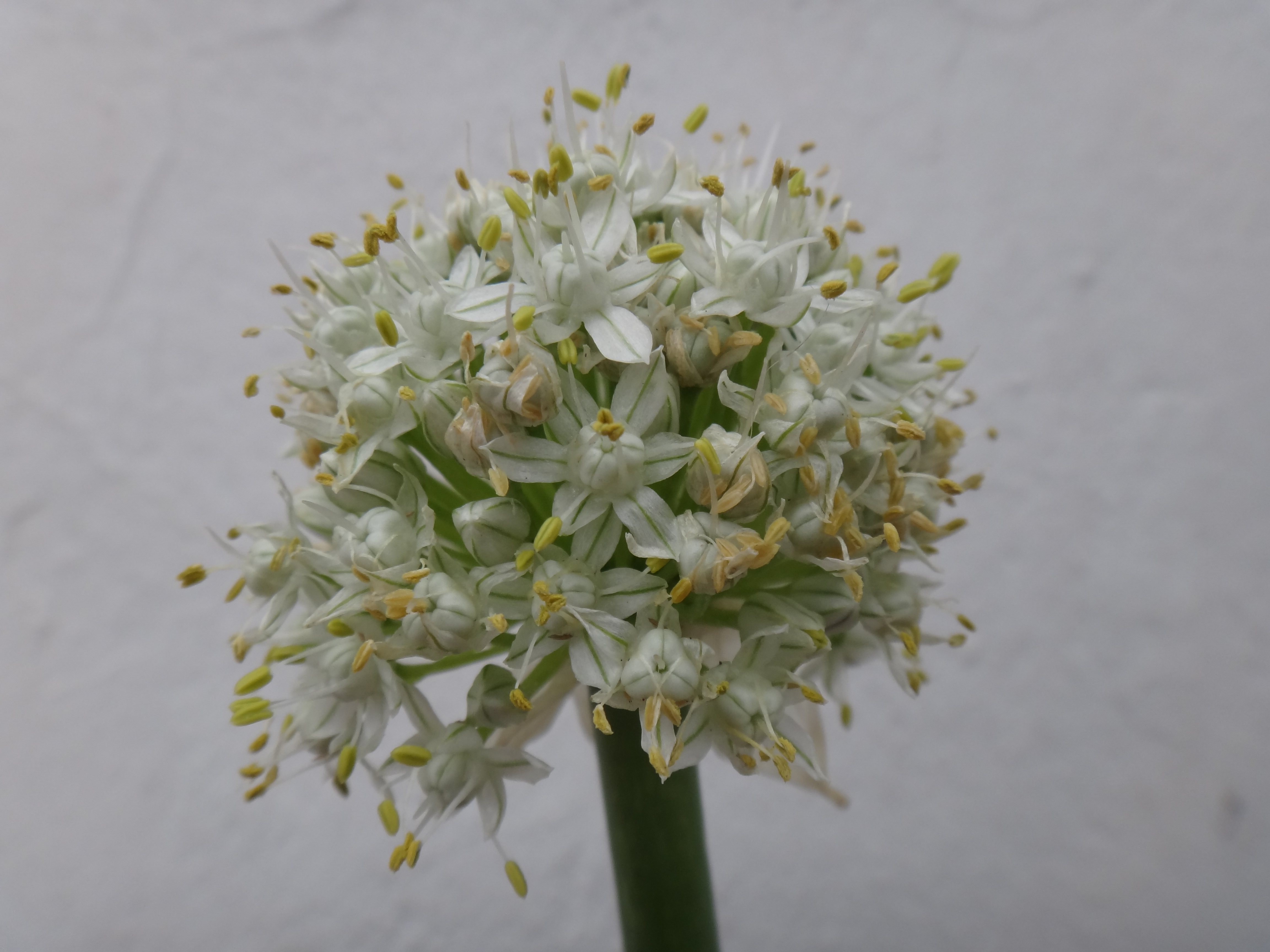